# 1999年の日本競馬
1999年の日本競馬（1999ねんのにほんけいば）では、1999年（平成11年）の日本競馬界についてまとめる。馬齢は旧表記で統一する。
1998年の日本競馬 - 1999年の日本競馬 - 2000年の日本競馬

## 概要

### エルコンドルパサーのフランス長期遠征
前年NHKマイルカップとジャパンカップを制したエルコンドルパサー（二ノ宮敬宇厩舎・牡5歳）が春から秋にわたってトニー・クラウト厩舎に預託し、フランスで4戦に出走。
初戦のイスパーン賞（G1・5月23日）はゴール前でクロコルージュに交わされて2着に敗れるが、続くサンクルー大賞（G1・7月4日）で前年の凱旋門賞馬サガミックスや前年のカルティエ賞年度代表馬ドリームウェルを破って海外G1制覇。
秋には3頭立てのフォワ賞（G2・9月12日）を勝っていよいよ最大目標の凱旋門賞（G1・10月3日）に挑む。
このレースにはその年のフランス・アイルランド両ダービー馬モンジュー、当年のキングジョージ6世&クイーンエリザベスダイヤモンドステークス及びアイリッシュチャンピオンステークスをそれぞれ圧勝していた欧州古馬チャンピオンであるデイラミが出走した。
史上稀にみる不良馬場で行われたレースでは、押し出される形で先頭に立ち、逃げる形でレースも進め、4コーナー過ぎで他馬を大きく突き放した。しかし直線半ばからモンジューが強烈な末脚を繰り出し、粘るエルコンドルパサーを半馬身差交わして優勝。しかし、3着以下には6馬身の大差をつけた。渡邊隆オーナー共々、高いスポーツマンシップはヨーロッパの競馬関係者に高く称賛された。
このレースを最後に引退し、ジャパンカップ当日には引退式が行われた。ジャパンカップでは遠征してきたモンジューを同期のスペシャルウィークが破った。そして、国内で1戦もしていないにもかかわらず、この年のJRA賞年度代表馬・最優秀5歳以上牡馬に選出された。

### その他の海外遠征
前出エルコンドルパサーの凱旋門賞の前に行われたアベイ・ド・ロンシャン賞(G1・芝直線1000メートル)でアグネスワールドが勝利。同馬は引退するまでにJRAGIは未勝利に終わったが、ヨーロッパのG1は2勝した。
シーキングザパールは1月23日にアメリカ・カリフォルニア州のサンタアニタ競馬場で行われたサンタモニカハンデキャップ(G1・ダート7ハロン）に出走し、4着。その後日本で高松宮杯・安田記念と2走した後、トレードされてアメリカ・アラン・ゴールドバーグ厩舎に移籍。
ブリーダーズカップ出走を視野に入れたが、結局G3を2戦して4着、7着に終わる。引退してアメリカで繁殖入りし、初年度産駒シーキングザダイヤが日本で活躍した。
また、日本のノーザンファームで産まれ、イギリスで競走生活を送るシーヴァがタタソールズゴールドカップを制し、日本生産馬初の海外G1制覇を達成した。

## できごと

### 1月 - 3月
- 1月10日 - エアグルーヴの引退式が京都競馬場で行われる[1]。
- 1月15日 - 群馬県競馬組合で企業・団体協賛競走の公募が始まり、第1弾として「メディアスポーツ杯ペリカン特別」が実施される[1]。
- 1月23日 - 前年の3歳王者・アドマイヤコジーンの骨折が判明。全治6か月と診断され、春のクラシックは絶望となった[2]。
- 1月27日 - 中央競馬の武豊が第31回日本プロスポーツ功労賞を、また池添謙一が新人賞を受賞[1]。
- 1月28日 - タイキシャトルが顕彰馬に選出された[1]。
- 1月31日 - フェブラリーステークスで公営・岩手所属のメイセイオペラが優勝。地方競馬所属馬のJRAGI制覇は初めて[3]。
- 2月27日 - 中央競馬の南井克巳の引退式が阪神競馬場で行われる。翌28日には中京競馬場でも行われた[3]。
- 2月28日 - アーリントンカップ(GIII)で1位入線のバイオマスターが2着に降着。2位入線のエイシンキャメロンが繰り上がり1着となった。
- 3月20日 - 馬運車の遅れのため、1回阪神7日開催は第1競走から発走時刻が繰り下げられて開催された[3]。
- 3月24日 - JRA史上最高齢（14歳）馬であるミスタートウジンが右第1指節種子骨々折並びに右前浅屈腱炎を発症。全治6か月以上と診断。
- 3月25日 - エミレーツ・ワールドレーシング・チャンピオンシップの創設が発表され、ジャパンカップもシリーズに含まれることとなった。

### 4月 - 6月
- 4月1日 - ラジオたんぱ第1放送で、ダート重賞競走などの情報を提供する「ダート競馬トピックス」が開始される[3]。
- 4月2日 - 兵庫県三木市に三木ホースランドパークが完成し、翌3日より営業開始された[3]。
- 4月3日 - 厩務員組合のストライキにより、この日の中山競馬場・阪神競馬場・中京競馬場の開催は中止。予定されていた阪急杯は4月10日に延期となった[3]。
- 4月11日 - 第1回中山グランドジャンプ（JGI）が実施される。障害競走にグレード制が導入されて最初のGI開催となった[3]。
- 4月12日 - 大井競馬場で新種の投票方式となるワイド馬券が、日本で初めて発売される[3]。
- 4月17日 - 福永祐一騎手が中京競馬場での小倉大賞典のレース前の返し馬の際に落馬し、左の腎臓を摘出する大けが。前週の桜花賞でGI初制覇を果たしたばかりだった。
- 5月2日 - スペシャルウィークが自らの誕生日に天皇賞・春を制する。
- 5月9日 - 白井寿昭調教師が前週の天皇賞・春（スペシャルウィーク）、前日のアンタレスステークス（オースミジェット）に続いて京都4歳特別をビッグバイキングで制し、1984年のグレード制施行以後初の開催3日連続重賞制覇を達成。
- 5月16日 - 東京競馬場第10競走（緑風ステークス）で2位に入線したシンコウシングラーがレース後の検量で負担重量が1.7キログラム不足していたため失格処分に。
- 5月23日
  - エルコンドルパサーがイスパーン賞(G1)に出走し、2着[3]。
  - アイルランドのカラ競馬場で行われたG1タタソールズゴールドカップでシーヴァ（ヘンリー・セシル厩舎所属、ノーザンファーム生産）が、日本生産馬として初の海外GI制覇を達成[3]。
- 5月25日 - ドージマファイターが足利競馬場で行われた競走で優勝し、27連勝の日本記録を達成[4]。
- 6月2日 - それまでアラブ系のみの競走を行ってきた園田競馬場において、サラブレッド系競走が開始される[3]。
- 6月6日 - 日本ダービーをアドマイヤベガで勝った武豊騎手は、史上初のダービー連覇、及び史上最多タイのダービー2勝目を達成。

### 7月 - 9月
- 7月4日 - サンクルー大賞でエルコンドルパサーが優勝[5]。
- 7月10日 - 菅谷正巳騎手が七夕賞をサンデーセイラで制し、騎手デビュー16年目で初の重賞制覇。
- 7月17日 - 改装された小倉競馬場で2年ぶりに開催。メインの北九州短距離ステークスでアグネスワールドが1分6秒5の芝1200m日本レコードを樹立。
- 8月1日 - 函館3歳ステークスをホッカイドウ競馬所属のエンゼルカロが制し、ホッカイドウ競馬初のJRA重賞制覇を達成。
- 8月8日 - 関屋記念でリワードニンファが従来のレコードを0.5秒上回る1分31秒6（史上初の1分31秒台）の芝1600m日本レコードを樹立。
- 8月11日 - ディレクTVで放映されていた南関東競馬の実況放送が、スカイパーフェクTV!（120ch）でも放送されるようになる[5]。
- 8月20日 - 騎手の後藤浩輝が　美浦トレセン内の騎手寮で吉田豊を木刀で殴打する暴力行為を行ったとして4ヶ月の騎乗停止処分[6]。
- 9月2日 - 前年急死した三冠馬ナリタブライアンの像が栗東トレーニングセンターに建立される[5]。
- 9月12日 - 日本中央競馬会理事長に髙橋政行が就任する[7]。
- 9月19日 - オールカマーで屈腱炎を克服した8歳馬ホッカイルソーが優勝し、5歳時の日経賞以来3年6か月ぶりに重賞制覇。

### 10月 - 12月
- 10月3日 - 凱旋門賞に出走したエルコンドルパサーは惜しくも2着に終わる。アグネスワールドがアベイ・ド・ロンシャン賞を制覇[7]。
- 10月11日 - モミジイレブンが北海優駿に優勝。ホッカイドウ競馬の3歳三冠馬となる。
- 10月19日 - 日本中央競馬会が外国産種牡馬デヒアを900万ドル（約9億4,500円）で購入する[7]。
- 10月21日 - 日本中央競馬会が来年より外国産馬にクラシック競走と天皇賞への出走枠を設けると発表する[8]。
- 10月30日 - 中央競馬においてもワイド馬券が福島競馬場で先行発売される。
- 10月31日 - スペシャルウィークが史上3頭目の天皇賞春秋（または秋春）連覇を達成。
- 11月4日 - 輸入されたばかりの種牡馬アヌスミラビリスが肺炎のため死亡[9]。
- 11月6日 - 中央競馬において、審議の対象になった競走すべてのパトロールフィルムが公開されるようになる[10]。
- 11月7日 - ベラミロードがしもつけ菊花賞に優勝。牝馬としては初の栃木三冠馬となる。
- 11月13日 - 船橋競馬の調教師出川己代が黄綬褒章を受章[7]。
- 11月18日 - 日本中央競馬会運営審議会において、翌年よりジャパンカップの前日にジャパンカップダートを新設することや、天皇賞春秋への外国産馬出走枠の増加などが決定される[7]。
- 11月21日 - メジロドーベルの引退式が東京競馬場で行われる[7]。
- 11月28日 - エルコンドルパサーの引退式が東京競馬場で行われる[11]。
- 12月4日 - 中央競馬において、ワイドが北海道地区を除く全国で発売開始（北海道地区は翌2000年1月29日から発売）[11]。
- 12月5日 - ヤマカツスズランが阪神3歳牝馬ステークスで優勝。トレーニングセール出身馬として初のGIとなった[12]。
- 12月11日 - 翌日に行われる香港カップに出走予定のエアジハードは屈腱炎を発症したため、同レースの出走を取消[12]。
- 12月21日 - 「競馬の神様」として知られた競馬評論家の大川慶次郎が脳内出血のため逝去。享年70[13]。
- 12月26日 - 有馬記念はわずか4センチ差の決着。敗れたスペシャルウィークがウイニングランをする「波乱」も。

## 競走成績

### 中央競馬・平地GI
| 競走名                         | 競走名                         | 優勝馬             | 性齢 | 騎手                     | 調教師                   | 所属    |
| 月日                           | 競馬場                         | 優勝馬             | 性齢 | 馬主                     | 馬主                     | 勝時計  |
| ------------------------------ | ------------------------------ | ------------------ | ---- | ------------------------ | ------------------------ | ------- |
| 第16回フェブラリーステークス   | 第16回フェブラリーステークス   | メイセイオペラ     | 牡6  | 菅原勲                   | 佐々木修一               | 岩手    |
| 1月31日                        | 東京競馬場                     | メイセイオペラ     | 牡6  | （有）明正商事           | （有）明正商事           | 1:36.3  |
| 第59回桜花賞                   | 第59回桜花賞                   | プリモディーネ     | 牝4  | 福永祐一                 | 西橋豊治                 | JRA栗東 |
| 4月11日                        | 阪神競馬場                     | プリモディーネ     | 牝4  | 伊達秀和                 | 伊達秀和                 | 1:35.5  |
| 第59回皐月賞                   | 第59回皐月賞                   | テイエムオペラオー | 牡4  | 和田竜二                 | 岩元市三                 | JRA栗東 |
| 4月18日                        | 中山競馬場                     | テイエムオペラオー | 牡4  | 竹園正繼                 | 竹園正繼                 | 2:00.7  |
| 第119回天皇賞（春）            | 第119回天皇賞（春）            | スペシャルウィーク | 牡5  | 武豊                     | 白井寿昭                 | JRA栗東 |
| 5月2日                         | 京都競馬場                     | スペシャルウィーク | 牡5  | 臼田浩義                 | 臼田浩義                 | 3:15.2  |
| 第4回NHKマイルカップ           | 第4回NHKマイルカップ           | シンボリインディ   | 牡4  | 横山典弘                 | 藤沢和雄                 | JRA美浦 |
| 5月16日                        | 東京競馬場                     | シンボリインディ   | 牡4  | シンボリ牧場             | シンボリ牧場             | 1:33.7  |
| 第29回高松宮記念               | 第29回高松宮記念               | マサラッキ         | 牡7  | 藤田伸二                 | 増本豊                   | JRA栗東 |
| 5月23日                        | 中京競馬場                     | マサラッキ         | 牡7  | 丸井正貴                 | 丸井正貴                 | 1:08.0  |
| 第60回優駿牝馬（オークス）     | 第60回優駿牝馬（オークス）     | ウメノファイバー   | 牝4  | 蛯名正義                 | 相沢郁                   | JRA美浦 |
| 5月30日                        | 東京競馬場                     | ウメノファイバー   | 牝4  | 梅崎敏則                 | 梅崎敏則                 | 2:26.9  |
| 第66回東京優駿（日本ダービー） | 第66回東京優駿（日本ダービー） | アドマイヤベガ     | 牡4  | 武豊                     | 橋田満                   | JRA栗東 |
| 6月6日                         | 東京競馬場                     | アドマイヤベガ     | 牡4  | 近藤利一                 | 近藤利一                 | 2:25.8  |
| 第49回安田記念                 | 第49回安田記念                 | エアジハード       | 牡5  | 蛯名正義                 | 伊藤正徳                 | JRA美浦 |
| 6月13日                        | 東京競馬場                     | エアジハード       | 牡5  | （株）ラッキーフィールド | （株）ラッキーフィールド | 1:33.3  |
| 第40回宝塚記念                 | 第40回宝塚記念                 | グラスワンダー     | 牡5  | 的場均                   | 尾形充弘                 | JRA美浦 |
| 7月6日                         | 阪神競馬場                     | グラスワンダー     | 牡5  | 半沢（有）               | 半沢（有）               | 2:12.1  |
| 第4回秋華賞                    | 第4回秋華賞                    | ブゼンキャンドル   | 牝4  | 安田康彦                 | 松田博資                 | JRA栗東 |
| 10月24日                       | 京都競馬場                     | ブゼンキャンドル   | 牝4  | （株）上田牧場           | （株）上田牧場           | 1:59.3  |
| 第120回天皇賞（秋）            | 第120回天皇賞（秋）            | スペシャルウィーク | 牡5  | 武豊                     | 白井寿昭                 | JRA栗東 |
| 10月31日                       | 東京競馬場                     | スペシャルウィーク | 牡5  | 臼田浩義                 | 臼田浩義                 | 1:58.0  |
| 第60回菊花賞                   | 第60回菊花賞                   | ナリタトップロード | 牡4  | 渡辺薫彦                 | 沖芳夫                   | JRA栗東 |
| 11月7日                        | 京都競馬場                     | ナリタトップロード | 牡4  | 山路秀則                 | 山路秀則                 | 3:07.6  |
| 第24回エリザベス女王杯         | 第24回エリザベス女王杯         | メジロドーベル     | 牝6  | 吉田豊                   | 大久保洋吉               | JRA美浦 |
| 11月14日                       | 京都競馬場                     | メジロドーベル     | 牝6  | メジロ商事（株）         | メジロ商事（株）         | 2:13.5  |
| 第16回マイルチャンピオンシップ | 第16回マイルチャンピオンシップ | エアジハード       | 牡5  | 蛯名正義                 | 伊藤正徳                 | JRA美浦 |
| 11月21日                       | 京都競馬場                     | エアジハード       | 牡5  | ラッキーフィールド       | ラッキーフィールド       | 1:32.8  |
| 第19回ジャパンカップ           | 第19回ジャパンカップ           | スペシャルウィーク | 牡5  | 武豊                     | 白井寿昭                 | JRA栗東 |
| 11月28日                       | 東京競馬場                     | スペシャルウィーク | 牡5  | 臼田浩義                 | 臼田浩義                 | 2:25.5  |
| 第51回阪神3歳牝馬ステークス    | 第51回阪神3歳牝馬ステークス    | ヤマカツスズラン   | 牝3  | M.キネーン               | 池添兼雄                 | JRA美浦 |
| 12月5日                        | 阪神競馬場                     | ヤマカツスズラン   | 牝3  | 山田康博                 | 山田康博                 | 1:35.6  |
| 第51回朝日杯3歳ステークス      | 第51回朝日杯3歳ステークス      | エイシンプレストン | 牡3  | 福永祐一                 | 北橋修二                 | JRA栗東 |
| 12月12日                       | 中山競馬場                     | エイシンプレストン | 牡3  | 平井豊光                 | 平井豊光                 | 1:34.7  |
| 第33回スプリンターズステークス | 第33回スプリンターズステークス | ブラックホーク     | 牡6  | 横山典弘                 | 国枝栄                   | JRA美浦 |
| 12月19日                       | 中山競馬場                     | ブラックホーク     | 牡6  | 金子真人                 | 金子真人                 | 1:08.2  |
| 第44回有馬記念                 | 第44回有馬記念                 | グラスワンダー     | 牡5  | 的場均                   | 尾形充弘                 | JRA美浦 |
| 12月26日                       | 中山競馬場                     | グラスワンダー     | 牡5  | 半沢（有）               | 半沢（有）               | 2:37.2  |

### 中央競馬・障害
| 競走名                    | 競走名                    | 優勝馬         | 性齢 | 騎手             | 調教師           | 所属    |
| 月日                      | 競馬場                    | 優勝馬         | 性齢 | 馬主             | 馬主             | 勝時計  |
| ------------------------- | ------------------------- | -------------- | ---- | ---------------- | ---------------- | ------- |
| 第1回中山グランドジャンプ | 第1回中山グランドジャンプ | メジロファラオ | 牡7  | 大江原隆         | 大久保洋吉       | JRA美浦 |
| 4月11日                   | 中山競馬場                | メジロファラオ | 牡7  | （有）メジロ牧場 | （有）メジロ牧場 | 4:56.2  |
| 第122回中山大障害         | 第122回中山大障害         | ゴッドスピード | 牡6  | 西谷誠           | 瀬戸口勉         | JRA栗東 |
| 12月18日                  | 中山競馬場                | ゴッドスピード | 牡6  | 坪野谷和平       | 坪野谷和平       | 4:42.6  |

### 地方競馬主要競走
| 競走名                               | 競走名                               | 優勝馬             | 性齢 | 騎手                           | 調教師                         | 所属    |
| 月日                                 | 競馬場                               | 優勝馬             | 性齢 | 馬主                           | 馬主                           | 勝時計  |
| ------------------------------------ | ------------------------------------ | ------------------ | ---- | ------------------------------ | ------------------------------ | ------- |
| 第48回川崎記念                       | 第48回川崎記念                       | アブクマポーロ     | 牡8  | 石崎隆之                       | 出川克己                       | 船橋    |
| 2月3日                               | 川崎競馬場                           | アブクマポーロ     | 牡8  | 鑓水秋則                       | 鑓水秋則                       | 2:16.6  |
| 第22回帝王賞                         | 第22回帝王賞                         | メイセイオペラ     | 牡6  | 菅原勲                         | 佐々木修一                     | 岩手    |
| 6月24日                              | 大井競馬場                           | メイセイオペラ     | 牡6  | （有）明正商事                 | （有）明正商事                 | 2:04.0  |
| 第1回ジャパンダートダービー          | 第1回ジャパンダートダービー          | オリオンザサンクス | 牡4  | 早田秀治                       | 出川克己                       | 船橋    |
| 7月8日                               | 大井競馬場                           | オリオンザサンクス | 牡4  | 日浦桂子                       | 日浦桂子                       | 2:06.9  |
| 第12回マイルチャンピオンシップ南部杯 | 第12回マイルチャンピオンシップ南部杯 | ニホンピロジュピタ | 牡5  | 武豊                           | 目野哲也                       | JRA栗東 |
| 10月11日                             | 盛岡競馬場                           | ニホンピロジュピタ | 牡5  | 小林百太郎                     | 小林百太郎                     | 2:04.0  |
| 第14回ダービーグランプリ             | 第14回ダービーグランプリ             | タイキヘラクレス   | 牡4  | 藤田伸二                       | 蛯名信広                       | JRA美浦 |
| 11月3日                              | 盛岡競馬場                           | タイキヘラクレス   | 牡4  | （有）大樹ファーム             | （有）大樹ファーム             | 2:08.6  |
| 第45回東京大賞典                     | 第45回東京大賞典                     | ワールドクリーク   | 牡5  | 加藤和宏                       | 新井仁                         | JRA栗東 |
| 12月29日                             | 大井競馬場                           | ワールドクリーク   | 牡5  | インターナショナルホース（株） | インターナショナルホース（株） | 2:04.9  |

## 表彰

### JRA賞
- 年度代表馬・最優秀5歳以上牡馬 エルコンドルパサー
- 最優秀3歳牡馬 エイシンプレストン
- 最優秀3歳牝馬 ヤマカツスズラン
- 最優秀4歳牡馬 テイエムオペラオー
- 最優秀4歳牝馬 ウメノファイバー
- 最優秀5歳以上牝馬 メジロドーベル
- 最優秀父内国産馬・最優秀短距離馬 エアジハード
- 最優秀ダートホース 該当馬なし
- 最優秀障害馬 ゴッドスピード
- 特別賞 グラスワンダー、スペシャルウィーク

### ダートグレード競走最優秀馬
- メイセイオペラ

### NARグランプリ
- 年度代表馬・サラブレッド系5歳上最優秀馬 メイセイオペラ
- サラブレッド系3歳最優秀馬 レジェンドハンター
- サラブレッド系4歳最優秀馬 オリオンザサンクス
- 最優秀牝馬 マジックリボン
- 最優秀短距離馬 該当馬なし
- アラブ系3歳最優秀馬 ハッコーディオス
- アラブ系4歳最優秀馬 ホマレスターライツ
- アラブ系5歳上最優秀馬 エイランボーイ
- ばんえい最優秀馬シマヅショウリキ

## リーディング

### リーディングジョッキー
| 分類         | 騎手の氏名 | 勝利数 |
| ------------ | ---------- | ------ |
| 中央競馬     | 武豊       | 178    |
| 地方競馬     |            |        |
| ばんえい競走 |            |        |

### リーディングトレーナー
| 分類         | 調教師の氏名 | 勝利数 |
| ------------ | ------------ | ------ |
| 中央競馬     | 藤沢和雄     | 49     |
| 地方競馬     |              |        |
| ばんえい競走 |              |        |

## 誕生
この年に生まれた競走馬は2002年のクラシック世代となる。

### 競走馬
- 1月21日 - シンボリクリスエス
- 1月27日 - ファインモーション
- 2月6日 - ローマンエンパイア
- 2月17日 - キーンランドスワン
- 2月20日 - ウォーエンブレム
- 2月26日 - ピットファイター
- 3月1日 - アローキャリー
- 3月3日 - ゴールドアリュール
- 3月5日 - マイネルアムンゼン
- 3月6日 - ヘルスウォール
- 3月13日 - キタサンヒボタン、ストロングブラッド
- 3月16日 - タガノマイバッハ
- 3月18日 - メジロマイヤー
- 3月22日 - アサクサデンエン、ブリッシュラック
- 3月27日 - ヤマノブリザード、セフティーエンペラ
- 3月29日 - プレシャスカフェ
- 3月30日 - ニシノハナグルマ
- 3月31日 - ヒシミラクル
- 4月1日 - サクセスビューティ、サニングデール
- 4月2日 - タムロチェリー、メガスターダム
- 4月3日 - キネティクス
- 4月8日 - シルクフェイマス、マイソールサウンド
- 4月9日 - ヴィータローザ
- 4月10日 - アドマイヤマックス
- 4月12日 - ユキノホマレ
- 4月13日 - ヤマニンセラフィム
- 4月14日 - スターキングマン
- 4月18日 - シャイニンルビー
- 4月20日 - スマイルトゥモロー
- 4月21日 - シャドウスケイプ
- 4月22日 - バランスオブゲーム
- 4月23日 - オースミコスモ
- 5月2日 - ブルーショットガン
- 5月4日 - タニノギムレット
- 5月11日 - テレグノシス
- 5月14日 - メイショウカイドウ
- 5月17日 - アドマイヤドン
- 5月21日 - イングランディーレ
- 5月25日 - デュランダル
- 5月29日 - マイネルセレクト、ローレルアンジュ
- 5月30日 - ファストタテヤマ
- 5月31日 - バンブーユベントス
- 6月4日 - ノーリーズン
- 6月8日 - ローエングリン
- 6月20日 - ダンツジャッジ

### 人物
- 3月9日 - 服部寿希（騎手）
- 7月30日 - 西村淳也（騎手）

## 死去

### 競走馬、繁殖馬
- 4月4日 - アイフル
- 4月15日 - ダイナカール[14]
- 5月4日 - パシフィカス[15]
- 5月13日 - ミュージックタイム[16]
- 6月1日 - ミスタープロスペクター (Mr. Prospector)
- 8月2日 - ダンシングブレーヴ (Dancing Brave)[17]
- 9月24日 - ハートレイク
- 10月10日 - メイワキミコ
- 10月16日 - マイネルバイエルン[8]
- 11月4日 - アヌスミラビリス（Annus Mirabilis）[9]

### 人物
- 2月28日 - 尾形盛次（元調教師）[18]
- 3月4日 - 鈴木勝太郎（元調教師）[19]
- 4月14日 - 佐藤勇（元調教師）[14]
- 8月25日 - 近藤俊典（オグリキャップの3人目の馬主）[20]
- 12月12日 - 佐藤林次郎（調教師）
- 12月21日 - 大川慶次郎（競馬評論家）[13]

## 引退

### 競走馬
- 1月8日 - グルメフロンティア
- 10月20日 - シンコウウインディ
- 11月15日 - アブクマポーロ
- 11月21日 - メジロドーベル
- 11月28日 - エルコンドルパサー
- 12月20日 - シンコウフォレスト
- 12月23日 - エアジハード

### 人物
- 1月14日 - 大崎昭一（騎手）
- 2月20日 - 斉藤博美（騎手）
- 2月28日 - 古小路重男、増井裕、南井克巳、横山雄一（以上騎手）、荻野光男、小林稔、田中和夫、吉永猛、上田三千夫、小西登、高橋直、柳田次男（以上調教師）
- 10月1日 - 西田雄一郎（騎手、のちに復帰）
- 12月31日 - 田村正光（騎手）